# Реймонд Ібенкс
Реймонд Ібенкс (англ. Raymond Anthony Ebanks), також відомий як B.O. Dubb (раніше відомий як B.O.W. ; народився 2 січня 1970 року), фінський репер, найбільш відомий як фронтмен хіп-хоп гурту Bomfunk MC's.

## Рання кар'єра
Ібенкс народився в Лондоні в сім'ї британця ямайського та англійського походження та матері фінки. Він почав записувати музику підлітком на початку 1990-х у складі хіп-хоп гурту The Master Brothers, який часто виступав на діджейських сетах у клубах. Хоча жодних записів не було зроблено, деякі з їхніх виступів були записані та з'явилися в мережі. Приблизно в цей час Ібенкс виконав гостьовий реп на пісню «Cryin' Out» гурту Rama (1994).

## «Soup De Loop»
У 1995 році Ібенкс об'єднався з давнім продюсером Яакко " JS16 " Саловаарою та співачкою Марі Весалою, щоб сформувати поп-гурт Soup De Loop і підписав контракт з уже неіснуючою Blue Bubble Records. Їхня музика була поєднанням жіночого співаного хаусу та G-funk-хіп-хопу, де Весала співала, а Ібенкс — читав реп. Гурт випустив альбом « Brainspotting» у 1997 році, а також кілька синглів, включаючи «Keep On Doing», який став хітом у Фінляндії та з'явився на кількох танцювальних компіляціях того часу. Попри це, гурт не мав успіху за межами Фінляндії. Весала покинула гурт через деякий час після виходу альбому, і вони розлучилися, щоб не шукати іншу співачку.

## «Bomfunk MC's»: 1999—2005
Після розпаду Soup De Loop Ібенкс і JS16 об'єдналися з ді-джеєм Ісмо «DJ Gismo» Лаппалайненом, щоб створити Bomfunk MC's. Гурт підписав контракт із Sony Music Finland через банкрутство Blue Bubble Records. Гурт швидко став відомим завдяки брейк-дансу у своїх відео та графіті на дизайні обкладинок альбомів, обидві речі сприяли їхній популярності. Попри асоціації з брейк-дансом, гурт виконував і повільніші хіп-хоп пісні, а пізніше — більш трансовий матеріал. Гурт випустив два альбоми з DJ Gismo — In Stereo і Burnin' Sneakers, а також випустила низку успішних синглів, найвідомішими з яких є «Uprocking Beats» і " Freestyler ". Зокрема, «Freestyler» стала фірмовою піснею гурту, яку вони пам'ятають досі.
Гурт залишався популярним у Фінляндії та Європі, але втратив популярність в інших країнах, і їхнім останнім релізом у Великій Британії був «Super Electric», батьківський альбом якого Burnin' Sneakers так і не був випущений у Великій Британії через низькі продажі синглу. Однак, гурт написав офіційну пісню Чемпіонату світу з футболу 2002 для Швеції " (Crack It) Something Goin' On ", а також пісні «Put Your Hands Up» і «We R Atomic» для гри Firebugs для PlayStation, в якій вони з'явилися як ігрові персонажі. Ці виступи відродили популярність гурту у Великій Британії, але цього було недостатньо, щоб там вийшов альбом. DJ Gismo залишив Bomfunk MC's у 2002 році, щоб приєднатися до гурту Stonedeep. На зміну йому прийшов дует Skillsters, який складається з Ріку Пентті (діджей) і Окке Комулайнен (клавішні).
У 2004 році JS16 виступив гостем у ряді пісень гурту Beats and Styles. Їх помилково вважали піснями Bomfunk MC, хоча єдиною справжньою відмінністю є продюсер.
У 2005 році гурт підписав контракт з Universal/Polydor і записав альбом Reverse Psychology. Цей альбом дуже відрізнявся від попередніх двох, оскільки мав набагато більш прямолінійне хіп-хоп звучання, в цьому відношенні більше схоже на матеріал Soup De Loop. Альбом був наполовину спродюсований JS16, а наполовину — Пентті та Комулайненом. Гурт також більше експериментував з піснями, натхненними трансом, такими як «Hypnotic» і «Turn It Up», і танцювальними піснями, такими як «No Way in Hell» і «Reverse Psychology». На альбомі також з'явився гостьовий виступ Куртіса Блоу, відомого за гуртом «The Breaks». Хоча альбом створив великий європейський хіт «No Way in Hell», він швидко став рідкісним і маловідомим, оскільки був випущений лише в Скандинавії, Німеччині та Східній Європі. DJ Gismo з'являється на обкладинці альбому, попри те, що він не брав участі у його створенні, це, швидше за все, з маркетингових міркувань.
Через деякий час після виходу альбому гурт тихо розпався. Зазначається, що це сталося через бажання Ібенкса піти з центру уваги. JS16 продовжує створювати музику.

## Post-Bomfunk MC's
Після розпаду Bomfunk MC Ібенкс майже зник з музичної індустрії, хоча він виступав гостем у кількох треках.
У 2011 році вийшла фінська реп-компіляція Rappiotaidetta: Suomiräpin vaippaikä, на якій Ебенкс виконує пісню «Keijo ei pelaa» під псевдонімом Keijo K з 1990 року. Це, мабуть, єдиний виданий запис Ібенкса, який читає реп фінською мовою.
У 2014 році альбом Soup De Loop Brainspotting з'явився для цифрового завантаження в усьому світі після того, як роками виходив у продаж і був дорогим лише у Фінляндії. Майстри належали Sony-BMG, яка придбала лейбл Blue Bubble, на якому спочатку був випущений альбом.

## Дискографія

### З «Soup De Loop»

#### Альбоми
- Brainspotting (1997)

#### Сингли
- «Keep On Doing» (1995)
- «Love the Way» (1996)
- «I Gotta Get Away» (1997)
- «What Was Said and Done» (1997)

### З «Bomfunk MC's»

#### Альбоми
- 1999 — In Stereo (Sony Music/Epidrome) (у всьому світі)
- 2002 — Burnin' Sneakers (Sony Music/Epidrome) (лише для Європи [не Велика Британія])
- 2005 — Reverse Psychology (Universal Music/Polydor) (лише для Європи [не Велика Британія])

#### Сингли
- «Uprocking Beats» (1998/1999) (Велика Британія, Німеччина, Швеція, Фінляндія та Австралія)
- «Freestyler» (1999 лише Фінляндія) (2000 у всьому світі)
- «B-Boys &amp; Flygirls» (1999) (Фінляндія, Данія, Швеція, Німеччина, Австралія)
- «Sky's the Limit» (1999) (лише промо, лише Фінляндія)
- «Rocking Just to Make Ya Move» (1999) (тільки для Фінляндії)
- «Інші ведучі» (1999) (тільки для Фінляндії)
- «Super Electric» (2001) (Велика Британія та Європа — це був останній сингл гурту у Великій Британії)
- «Живи своїм життям», feat. Макс Сі (2002)
- "(Crack It!) Something Goin' On ", feat. Джессіка Фолкер (тільки для Фінляндії, хоча він з'явився на міжнародному рівні в "Альбом саундтреків Чемпіонату світу з футболу 2002 ").
- «Спиною до спини», feat. Z-MC, CD Single, (2002) (лише Фінляндія)
- «No Way in Hell» (2004) (Європа, за винятком Великої Британії)
- «Гіпнотичний», feat. Олена Меді (2005) (лише Скандинавія)
- «Turn It Up», feat. Анна Норделл (2005) (радіопромо)

### Соло

#### З'являється на
- Dynamite (CD, сингл, покращений) Epic 2004
- Kool Kat Kollabo EP (2xLP) Kool Kat Records 2003
- Це є.. . Beats and Styles (CD, альбом) Epic 2003
- Ми ще не готові (CD, альбом) Epic 2004
- For My Peoples (CD) Kool Kat Records 2006